# Blake Edwards
William Blake Crump (26 tháng 7 năm 1922 – 15 tháng 12 năm 2010, nghệ danh: Blake Edwards) là một nhà làm phim người Mỹ.
Năm 2004, ông nhận được một giải Oscar danh dự vì những đóng góp của bản thân trong lĩnh vực phim ảnh.

## Thời thơ ấu
Edwards sinh ra tại Tulsa, Oklahoma, ông là con trai của Donald và Lillian (Grommett) Crump.